# Купімеж
Купімеж (пол. Kupimierz) — село в Польщі, у гміні Ґоварчув Конецького повіту Свентокшиського воєводства.
Населення — 142 особи (2011).
У 1975-1998 роках село належало до Радомського воєводства.

## Демографія
Демографічна структура на день 31 березня 2011 року:
|          | Загалом | Допрацездатний вік | Працездатний вік | Постпрацездатний вік |
| -------- | ------- | ------------------ | ---------------- | -------------------- |
| Чоловіки | 64      | 20                 | 35               | 9                    |
| Жінки    | 78      | 20                 | 39               | 19                   |
| Разом    | 142     | 40                 | 74               | 28                   |